# Itzy
Itzy (hangeul : 있지, RR : Itji) est un girl group sud-coréen formé par JYP Entertainment en 2019. Le groupe est composé de cinq membres se prénommant Yeji, Lia, Ryujin, Chaeryeong et Yuna Le groupe a débuté le 12 février 2019 avec la sortie de son single album It'z Different.

## Biographie

### Pré-débuts (2018)
Au cours de l'année 2018, des rumeurs sont répandues au sujet des Big Three, les trois plus grandes maisons de production de Corée du Sud, soit SM Entertainment, YG Entertainment et JYP Entertainment, voulant que celles-ci fassent débuter des groupes féminins, puisque quelques années se sont écoulées depuis les débuts respectifs de ces groupes. Ces rumeurs étaient notamment centrées autour de la JYP Entertainment, car l'agence a produit différentes émissions afin de former des nouveaux groupes comme Sixteen, qui a donné naissance au dernier groupe féminin de l'agence, Twice, et aussi l'émission Stray Kids qui mené à la création du groupe masculin du même nom.
En effet, Chaeryeong a participé à l'émission Sixteen, dans laquelle elle perd en finale. Elle a également participé à K-pop Star 3 en 2013 . C'est avec sa grande sœur Chaeyeon qui était membre d'Iz*One qu'elle a participé à ces deux émissions. Yeji quant à elle, a participé en 2018 à l'émission The Fan, elle a été désignée comme l'arme secrète de la JYP Entertainment. Ryujin a participé à l'émission Mix Nine, produite par YG Entertainment dans l'optique de dénicher des nouveaux talents dans des agences sud-coréennes et de les faire débuter sous l'agence YG Entertainment.

### Débuts avecIt'z DifferentetIt'z Icy(2019)
Le 20 janvier, la JYP Entertainment publie une première vidéo présentant les membres et le nom du groupe, Itzy. Le même jour, des comptes officiels du groupe sont créés sur différents réseaux sociaux.
Le 12 février, le groupe dévoile leur premier album single, It'z Different avec la chanson phare Dalla Dalla. Le groupe obtient sa victoire neuf jours après ses débuts dans l'émission M Countdown, ce qui en fait le groupe de K-pop féminin ayant obtenu une victoire dans une émission musicale le plus rapidement. Le clip vidéo devient également, à ce moment, la première chanson d'un groupe ayant atteint le plus vite les cent millions de vues en seulement cinquante-sept jours.
It'z Icy, leur premier extended play, accompagné de sa chanson principale Icy. Coécrite par J. Y. Park, la chanson a remporté plus de douze victoires dans les émissions musicales, un record pour le groupe. L'extended play termine l'année à la quarante-septième place du Gaon Yearly Album Chart avec plus de 123 000 copies vendues[source insuffisante].
Le groupe annonce une tournée de concerts à travers l'Asie en commençant par Jakarta, le 2 novembre.
En novembre, Dalla Dalla est certifié platine par le Gaon Chart pour avoir accumulé plus de cent millions d'écoutes. C'est la première et seule chanson d'un groupe féminin sortie en 2019 à l'obtenir[réf. souhaitée]. Dalla Dalla termine l'année à la onzième place du Gaon Yearly Digital Chart, le plus haut pour un groupe féminin et deuxième pour un groupe en général[source insuffisante]. La chanson est reconnue par plusieurs sites comme l'une des meilleures de l'année, Billboard la place à la vingtième place, Dazed la place à la huitième place, et YouTube annonce que le clip vidéo est le deuxième le plus vue de l'année en Corée du Sud, tandis que Icy se place septième.
Le groupe gagne des récompenses comme étant le meilleur groupe a débuté cette année, comme aux MelOn Music Awards, aux Mnet Asian Music Awards ou aux Golden Disk Awards.

### Concerts aux États-Unis,It'z MeetNot Shy(2020)
Le groupe continue sa tournée de concerts aux États-Unis, le 17 janvier à Los Angeles.
Un nouvel extended play est annoncé en février. Ce dernier, intitulé It'z Me, est sorti en mars 2020 et contient la chanson phare Wannabe.
En août 2020, le troisième extended play du groupe, Not Shy, et sa chanson phare du même nom sont lancés.

## Records
Le groupe a obtenu dès ses débuts sa première récompense lors d’une émission musicale coréenne, ce qui en fait le groupe féminin ayant obtenu une victoire le plus rapidement. Dalla Dalla est devenue la première chanson d’un groupe féminin la plus titrée de toute l’histoire de la K-pop avec en tout neuf récompenses. Elles ont aussi récemment réussi à rentrer au Billboard 200 avec leur mini album Guess Who pour la première fois de leur carrière.

## Membres
| Nom de scène | Nom de scène | Nom de naissance | Nom de naissance | Date de naissance | Nationalité  | Positions                                                                             |
| Romanisé     | Coréen       | Romanisé         | Coréen           | Date de naissance | Nationalité  | Positions                                                                             |
| ------------ | ------------ | ---------------- | ---------------- | ----------------- | ------------ | ------------------------------------------------------------------------------------- |
| Yeji         | 예지         | Hwang Ye-ji      | 황 예지          | 26 mai 2000       | Sud-coréenne | Leader, danseuse principale, chanteuse secondaire, rappeuse, unnie (la plus âgée)     |
| Lia          | 리아         | Choi Ji-su       | 최 지수          | 21 juillet 2000   | Sud-coréenne | Chanteuse principale, rappeuse                                                        |
| Ryujin       | 류진         | Shin Ryu-jin     | 신 류진          | 17 avril 2001     | Sud-coréenne | Rappeuse principale, danseuse secondaire, chanteuse, centre                           |
| Chaeryeong   | 채령         | Lee Chae-ryeong  | 이 채령          | 5 juin 2001       | Sud-coréenne | Danseuse principale, chanteuse, rappeuse                                              |
| Yuna         | 유나         | Shin Yu-na       | 신 유나          | 9 décembre 2003   | Sud-coréenne | Rappeuse secondaire, danseuse secondaire, chanteuse, visuelle, maknae (la plus jeune) |

Notes
- Yeji est apparue dans l'émission Stray Kids durant l'épisode un avec les autres membres du groupe. Elle a été une candidate de la chaîne SBS pour l'émission The Fan mais a été éliminée à l'épisode cinq.

- Lia s'est entraînée pendant 2 ans à la JYP Entertainment. Auparavant elle était stagiaire à la SM Entertainment. Elle a vécu au Canada ce qui lui permet de parler anglais fluidement. Elle est allée à une école internationale, et a également fréquenté l'école des Arts de Séoul (SOPA), étant dans le département de la musique[14].

- Chaeryeong, quant à elle, s'est entraînée pendant cinq ans. En 2012, elle a auditionné avec sa sœur Chaeyeon qui est membre d’Iz*One, pour Fantagio mais elles n'ont pas réussi. Elle a participé au programme télévisé K-pop Star 3 quand elle avait onze ans et elle a participé à Sixteen à ses quatorze ans. Elle fréquente l'école des arts multiples de Hanlim, elle est dans le département du théâtre musical.

- Ryujin, avant ses débuts avec le groupe, a participé au programme télévisé de YG Entertainment, Mix Nine, et était arrivée première dans le classement des filles mais c'est le classement des garçons qui a été choisi pour faire ses débuts. Elle fréquente en ce moment l'école des arts multiples de Hanlim, étant dans le département de danse. Elle est aussi apparue dans l’Highlight Reel des membres de BTS, Jimin et J-Hope.

- Yuna a été diplômé du collège en décembre 2018. Elle fréquente l'école des arts multiples de Hanlim dans le département de danse. Tout comme Ryujin, elle est aussi apparue dans l’Hightlight Reel de Jungkook, membre de BTS.

## Discographie

### Albums coréens
| Année                                                                       | Titre               | Détails                                                                                              | Classements | Classements | Classements | Classements | Classements | Ventes                                                                  |
| Année                                                                       | Titre               | Détails                                                                                              | COR         | JAP         | ALL         | FRA         | USA         | Ventes                                                                  |
| --------------------------------------------------------------------------- | ------------------- | --- | ----------- | ----------- | ----------- | ----------- | ----------- | ----------------------------------------------------------------------- |
| 2019                                                                        | It'z Icy            | - Sortie : 29 juillet 2019 - Label : JYP Entertainment - Format : mini-album (EP)                    | 3           | 12          | —           | —           | —           | - COR : plus de 197 000 - JAP : plus de 7 000                           |
| 2020                                                                        | It'z Me             | - Sortie : 9 mars 2020 - Label : JYP Entertainment - Format : mini-album (EP)                        | 1           | 12          | —           | —           | —           | - COR : plus de 198 000 - JAP : plus de 10 000                          |
| 2020                                                                        | Not Shy             | - Sortie : 17 août 2020 - Label : JYP Entertainment - Format : mini-album (EP)                       | 1           | 6           | —           | —           | —           | - COR : plus de 269 000 - JAP : plus de 18 000                          |
| 2021                                                                        | Guess Who           | - Sortie : 30 avril 2021 - Label : JYP Entertainment - Format : mini-album (EP)                      | 2           | 6           | —           | —           | 148         | - COR : plus de 365 000 - JAP : plus de 21 000                          |
| 2021                                                                        | Crazy In Love       | - Sortie : 24 septembre 2021 - Label : JYP Entertainment, The Orchard - Format : album studio        | 2           | 8           | —           | —           | 11          | - COR : plus de 638 000 - USA : plus de 22 000 - JAP : plus de 24 000   |
| 2022                                                                        | Checkmate           | - Sortie : 15 juillet 2022 - Label : JYP Entertainment, Republic Records - Format : mini-album (EP)  | 1           | 9           | —           | —           | 8           | - COR : plus de 1 030 000 - USA : plus de 42 000 - JAP : plus de 19 000 |
| 2022                                                                        | Cheshire            | - Sortie : 30 novembre 2022 - Label : JYP Entertainment, Republic Records - Format : mini-album (EP) | 1           | 13          | —           | —           | 25          | - COR : plus de 1 050 000 - USA : plus de 22 000 - JAP : plus de 14 000 |
| 2023                                                                        | Kill My Doubt       | - Sortie : 31 juillet 2023 - Label : JYP Entertainment, Republic Records - Format : mini-album (EP)  | 1           | 22          | 38          | 148         | 23          | - COR : plus de 1 200 000 - USA : plus de 23 000 - JAP : plus de 10 000 |
| 2024                                                                        | Born To Be          | - Sortie : 8 janvier 2024 - Label : JYP Entertainment, Republic Records - Format : album studio      | 1           | 29          | —           | 153         | 62          | - COR : plus de 581 000 - USA : plus de 14 000 - JAP : plus de 5 400    |
| 2024                                                                        | Gold                | - Sortie : 15 octobre 2024 - Label : JYP Entertainment, Republic Records - Format : mini-album (EP)  | 3           | 19          | —           | —           | 60          | - COR : plus de 705 000 - USA : plus de 14 000 - JAP : plus de 6 200    |
| 2025                                                                        | Girls Will Be Girls | - Sortie : 9 juin 2025 - Label : JYP Entertainment, Republic Records - Format : mini-album (EP)      | 2           | 28          | —           | —           | —           | - COR : plus de 498 000 - USA : plus de 7 000 - JAP : plus de 4 800     |
| "—" indique que l'album ne s'est pas classé ou n'est pas sorti dans ce pays |                     | |             |             |             |             |             |                                                                         |

### Albums japonais
| Année | Titre | Détails                                                                                            | Classement | Ventes                 |
| Année | Titre | Détails                                                                                            | JAP        | Ventes                 |
| ----- | ----- | -------------------------------------------------------------------------------------------------- | ---------- | ---------------------- |
| 2023  | Ringo | - Sortie : 18 octobre 2023 - Label : JYP Entertainment, Warner Music Japan - Format : album studio | 7          | - JAP : plus de 30 000 |

### Singles
| Année                                                      | Titre                  | Meilleures classements | Meilleures classements | Meilleures classements | Meilleures classements | Meilleures classements | Album               |
| Année                                                      | Titre                  | COR                    | JAP                    | CAN                    | USA World              | MON                    | Album               |
| Coréens                                                    | Coréens                | Coréens                | Coréens                | Coréens                | Coréens                | Coréens                | Coréens             |
| ---------------------------------------------------------- | ---------------------- | ---------------------- | ---------------------- | ---------------------- | ---------------------- | ---------------------- | ------------------- |
| 2019                                                       | Dalla Dalla (달라달라) | 2                      | 31                     | —                      | 2                      | NC                     | It'z Different      |
| 2019                                                       | Icy                    | 10                     | 34                     | —                      | 7                      | NC                     | It'z Icy            |
| 2020                                                       | Wannabe                | 6                      | 23                     | 92                     | 4                      | NC                     | It'z Me             |
| 2020                                                       | Not Shy                | 9                      | 18                     | —                      | 8                      | NC                     | Not Shy             |
| 2021                                                       | In the Morning         | 10                     | 36                     | 97                     | 3                      | 34                     | Guess Who           |
| 2021                                                       | Loco                   | 26                     | 46                     | —                      | 4                      | 44                     | Crazy In Love       |
| 2022                                                       | Sneakers               | 5                      | 62                     | —                      | —                      | 71                     | Checkmate           |
| 2022                                                       | Cheshire               | 89                     | —                      | —                      | —                      | —                      | Cheshire            |
| 2023                                                       | Cake                   | 22                     | —                      | —                      | —                      | —                      | Kill My Doubt       |
| 2024                                                       | Untouchable            | 93                     | —                      | —                      | 8                      | —                      | Born To Be          |
| 2024                                                       | Gold                   | 122                    | —                      | —                      | —                      | —                      | Gold                |
| 2024                                                       | Imaginary Friend       | —                      | —                      | —                      | —                      | —                      | Gold                |
| 2025                                                       | Girls Will Be Girls    | 102                    | —                      | —                      | —                      | —                      | Girls Will Be Girls |
| Japonais                                                   |                        |                        |                        |                        |                        |                        |                     |
| 2022                                                       | Voltage                | —                      | 16                     | —                      | —                      | —                      | Ringo               |
| 2022                                                       | Blah Blah Blah         | —                      | 11                     | —                      | —                      | —                      | Ringo               |
| 2023                                                       | Ringo                  | —                      | —                      | —                      | —                      | —                      | Ringo               |
| 2024                                                       | Algorhythm             | —                      | 18                     | —                      | —                      | —                      | Hors album          |
| Anglais                                                    |                        |                        |                        |                        |                        |                        |                     |
| 2022                                                       | Boys Like You          | —                      | —                      | —                      | —                      | —                      | Cheshire            |
| "—" indique que le single ne s'est pas classé dans ce pays |                        |                        |                        |                        |                        |                        |                     |

### Autres singles
| Année | Titre                                         | Album                                    |
| ----- | --------------------------------------------- | ---------------------------------------- |
| 2021  | Trust Me (Midzy) (믿지)                       | Non issu d'un album                      |
| 2021  | Break Ice (얼음깨) (avec Second Aunt KimDaVi) | Non issu d'un album                      |
| 2021  | Swipe                                         | Crazy in Love                            |
| 2022  | Weapon                                        | Street Dance Girls Fighter (SGF) Special |

## Récompenses et nominations

### M Countdown
| Année | Date         | Travail nommé          |
| ----- | ------------ | ---------------------- |
| 2019  | 21 février   | Dalla Dalla (달라달라) |
| 2019  | 7 mars       | Dalla Dalla (달라달라) |
| 2020  | 19 mars      | Wannabe                |
| 2020  | 26 mars      | Wannabe                |
| 2020  | 2 avril      | Wannabe                |
| 2020  | 3 septembre  | Not Shy                |
| 2020  | 10 septembre | Not Shy                |
| 2020  | 17 septembre | Not Shy                |
| 2021  | 6 mai        | In the Morning         |

### Show! Music Core
| Année | Date       | Travail nommé          |
| ----- | ---------- | ---------------------- |
| 2019  | 23 février | Dalla Dalla (달라달라) |
| 2019  | 9 mars     | Dalla Dalla (달라달라) |

### Inkigayo
| Année | Date       | Travail nommé          |
| ----- | ---------- | ---------------------- |
| 2019  | 24 février | Dalla Dalla (달라달라) |
| 2019  | 3 mars     | Dalla Dalla (달라달라) |
| 2019  | 10 mars    | Dalla Dalla (달라달라) |
| 2020  | 22 mars    | Wannabe                |
| 2020  | 29 mars    | Wannabe                |
| 2020  | 5 avril    | Wannabe                |

### Music Bank
| Année | Date    | Travail nommé          |
| ----- | ------- | ---------------------- |
| 2019  | 8 mars  | Dalla Dalla (달라달라) |
| 2019  | 15 mars | Dalla Dalla (달라달라) |
| 2020  | 28 août | Not Shy                |

### Show Champion
| Année | Date      | Travail nommé  |
| ----- | --------- | -------------- |
| 2020  | 25 mars   | Wannabe        |
| 2020  | 1er avril | Wannabe        |
| 2020  | 26 août   | Not Shy        |
| 2021  | 12 mai    | In the Morning |